# Музей истории полярных олимпиад
Музей истории Полярных Олимпиад — спортивный музей, филиал Мурманского областного краеведческого музея.

## История
В качестве одного из мероприятий, проводимых во время 50-го Праздника Севера, 26 марта 1984 года был открыт общественный музей спортивной славы Дома физкультуры областного спорткомитета. В 1985 году приказом управления культуры Мурманского облисполкома он был передан в ведение Мурманского областного краеведческого музея в качестве территориального отдела и получил новое название — Музей истории Полярных Олимпиад.
В начале 2010-х годов Дом физкультурника на улице Книповича, в котором располагался музей, был реконструирован, после чего в 2013 году было принято решение музей в это здание не возвращать.

## Экспозиция и фонды
Основными разделами экспозиции музея являются:
- Развитие физкультуры и спорта в Мурманском крае в 1920-1930-е годы
- Первый Праздник Севера в 1934 году
- Праздники Севера в годы Великой Отечественной войны
- История Полярных Олимпиад

Основной фонд музея содержит 463 единицы хранения, научно-вспомогательный — 101 единицу. В состав фондов входят переходящий приз Праздников Севера 1930-х годов «Оленья упряжка», коллекция лыж и национальная саамская одежда, фотографии и материалы спортивных достижений участников Полярных Олимпиад.
Кроме экскурсий в музее проводятся встречи с ветеранами спорта и известными спортсменами Мурманской области, а также награждения призёров спортивных соревнований, фотожурналистов и спортивных комментаторов.